# Martinita
La martinita es un mineral de la clase de los filosilicatos, y dentro de esta pertenece al llamado “grupo de la fedorita”. Fue descubierta en 2001 en las minas de Mont-Saint-Hilaire en la región de Montérégie, provincia de Quebec (Canadá), siendo nombrada así en honor de Robert F. Martin, geólogo canadiense. Un sinónimo es su clave: IMA2001-059.

## Características químicas
Es un alumo-boro-silicato de calcio y sodio formando complejo con aniones hidroxilos, cloruros y flúor, además de estar hidratado. Estructuralmente es un filosilicato con los tetraedros de sílice formando anillos de seis miembros conectados entre sí mediante octaedros o bandas de octaedros.

## Formación y yacimientos
Se forma mediante la interacción de fluidos altamente fraccionados con xenolitos en rocas sienitas conteniendo mineral de sodalita.